# استریت اج

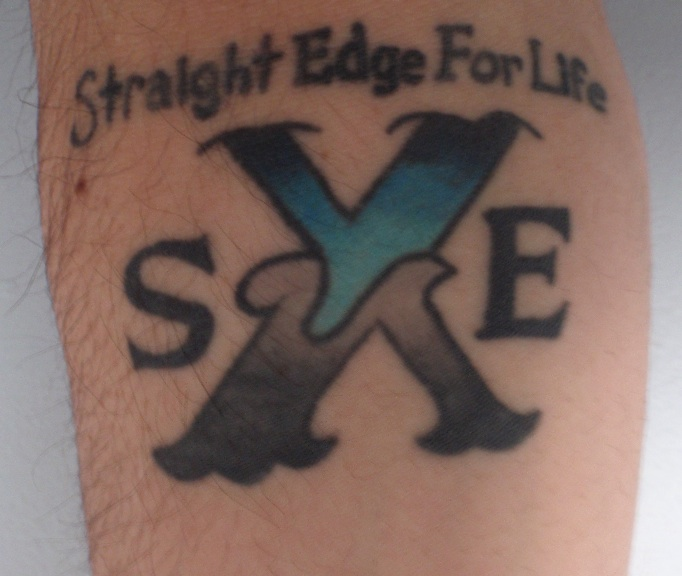
خالکوبی استرایت اج

استرِیت اج (به انگلیسی: Straight Edge) یک خرده فرهنگ و زیرشاخه از هاردکور پانک است که پیروان آن از مصرف الکل، تنباکو و سایر موارد اعتیادآور (مواد مخدر) خودداری می‌کنند.
این اصطلاح از ترانه‌ای با نام «استریت اج» از گروه هاردکور پانک، ماینر ترت برگرفته شده‌است. استرِیت اج که پدید آمده از میان صحنه هاردکور پانک در اواسط–دههٔ ۸۰ میلادی می‌باشد، تا به امروز دچار تغییراتی نیز شده‌است و طیف گسترده‌ای از ایدئولوژی‌هایی نظیر: گیاه‌خواری، احترام به حقوق حیوانات، کمونیسم و پیروی از اعتقادات هیر کریشنا به آن اضافه شده‌است. در بسیاری از نقاط آمریکا، حقوق استرایت اج‌ها به رسمیت شناخته شده و آن‌ها دارای قانون مخصوص به خود هستند. مطالعات در سال ۲۰۰۶ نشان داده‌است که اکثر افرادی که استرایت اج نامیده می‌شوند، افراد مسالمت آمیزی می‌باشند.